# Västra Hoby kyrka
Västra Hoby kyrka är en kyrkobyggnad i Västra Hoby. Den är församlingskyrka i Torns församling i Lunds stift. 

## Kyrkobyggnaden
Större delarna av kyrkan härstammar från år 1886 då man tidigare hade rivit det mesta av den gamla kyrkan enligt Ludvig Hedins ritningar. Byggmästare var P. Sjunnesson från Malmö som åtog sig arbetet för 19 950 kr. Av den tidigare kyrkan återstår bara kyrktornet från medeltiden.
Den nuvarande kyrkan har ett trappgavelstorn med ett långhus samt absid. Kyrkan är vitkalkad på både in- och utsida och byggd i en stil som efterliknar den romanska.

## Inventarier

### Altarskåp från 1400-talet

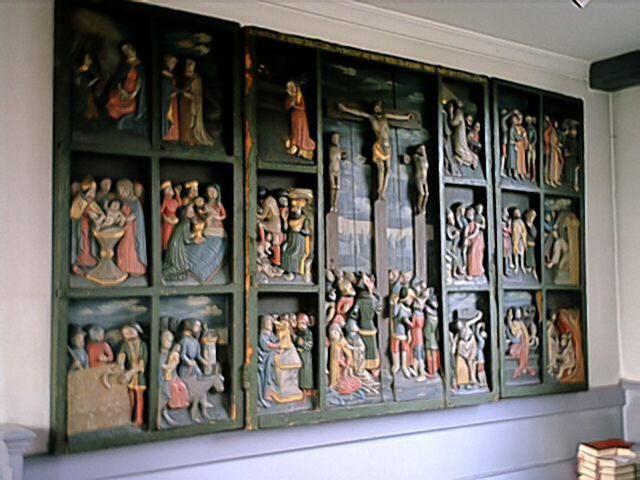
Altarskåp.

På en vägg längre bak i kyrkan hänger ett altarskåp från 1400-talet. Förr förvarades det på Kulturhistoriska museet i Lund.
Skåpet är uppdelat i sammanlagt nitton fält. De nio första finns till vänster och handlar Jesu barndom och visar exempelvis omskärelsen, stjärntydarnas tillbedjan, barnamordet i Betlehem, flykten till Egypten och frambärandet i templet. Det tionde fältet finns i mitten och är betydligt större än de övriga. Detta visar korsfästelsen vid Golgata. De nio sista fälten finns till höger om Golgata och gestaltar passionshistorien.

### Dopfunten
Dopfunten, som har en rund och bullig form och är gjord av sandsten, är medeltida. På den finns ett dopfat av mässing från 1600-talet. Vissa partier på dopfunten är rödfärgade.

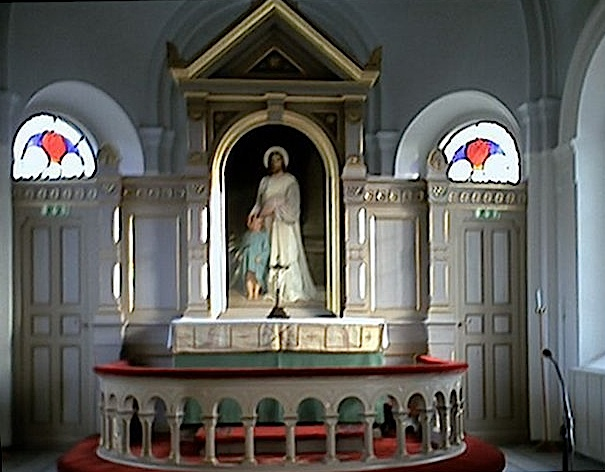
Altartavlan Kristus med gosse.

### Altaret
Altartavlan är en kopia av Carl Blochs Kristus med gosse. Den utfördes i olja 1886 av Hjalmar Berggren.

### Orgel

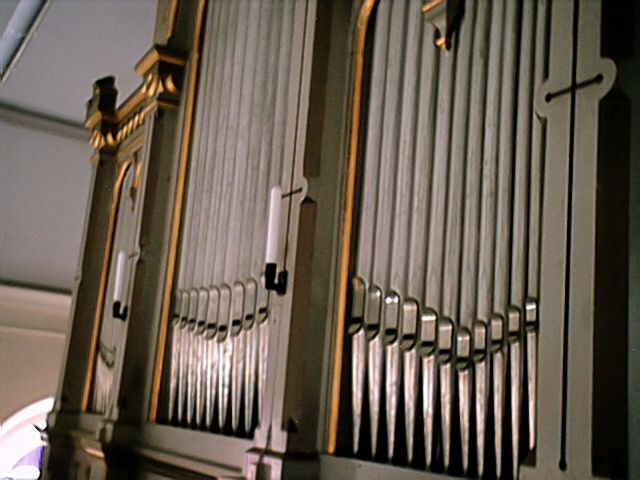
Orgelfasaden.

- 1886 byggde Anders Victor Lundahl, Malmö en 14-stämmig mekanisk orgel med kägellådor.

#### Disposition 1886
| Huvudverk I (C–f3) | Svällverk II (C–f3) | Pedal (C–d1)  | Koppel |
| Borduna 16′        | Salicional 8′       | Subbas 16′    | I/P    |
| Principal 8′       | Gedackt 8′          | Violoncell 8′ | II/P   |
| Viola Gamba 8′     | Gambett 4′          |               | II/I   |
| Rörflöjt 8′        | Flûte Harmonique 4′ |               |        |
| Octava 4′          | Crescendosvällare   |               |        |
| Qvinta 3′          |                     |               |        |
| Octava 2′          |                     |               |        |
| Trumpet 8′         |                     |               |        |

- 1966 byggde A. Mårtenssons Orgelfabrik AB, Lund en mekanisk orgel med 11 stämmor. Fasaden var från 1886 års orgel.

#### Disposition 1966
| Huvudverk I   | Svällverk II      | Pedal        | Koppel |
| Gedackt 8'    | Spetsgamba 8´     | Subbas 16´   | I/P    |
| Principal 4'  | Rörflöjt 4'       | Principal 8´ | II/P   |
| Kvintadena 4' | Principal 2'      |              | II/I   |
| Waldflöjt 2'  | Kvinta 1 1/3'     |              |        |
| Mixtur 3 chor | Crescendosvällare |              |        |

- Den nuvarande läktarorgeln byggdes av Eskil Lundén, Göteborg, 1904 och har 528 pipor. Den kommer från den avlysta Odarslövs kyrka i samma församling och har ersatt den orgel från 1966 (byggd av Mårtenssons orgelfabrik) som man hade tidigare. Efter avlysningen av Odarslövs kyrka 2002 ville man nämligen ta till vara dess orgel, och i januari 2004 påbörjades arbetet med att flytta orgeln. Under tiden förvarades orgeln på Mårtenssons orgelfabrik, där den även reparerades för 650 000 kronor. Bland annat lagades skador orsakade av strimmig trägnagare. Sommaren 2004 gav länsstyrelsen sitt tillstånd och hösten samma år sattes orgeln upp i kyrkan. Den "nya" orgeln passade precis in i kyrkans gamla orgelfasad, men man fick bygga ut orgelläktaren något för att den nya orgeln skulle få plats. Orgeln invigdes den 14 november samma år.

#### Disposition 2004
| Huvudverk I (C–f3) | Svällverk II (C–f3) | Pedal (C–d1)     | Koppel              |
| Borduna 16′        | Violin Principal 8′ | Subbas 16′       | I/P                 |
| Principal 8′       | Salicional 8′       | Violoncell 8′    | II/I                |
| Gamba 8′           | Rörflöjt 8′         | (transmitterade) | I 4′/I              |
| Flöjt Harmonik 8′  | Flöjt Harmonik 4′   |                  | II 16′/II           |
| Octava 4′          | Crescendosvällare   |                  | Fasta kombinationer |
| Violin 4′          |                     |                  | Piano (−)           |
|                    |                     |                  | Mezzoforte (+)      |
|                    |                     |                  | Tutti               |